# Yakuza

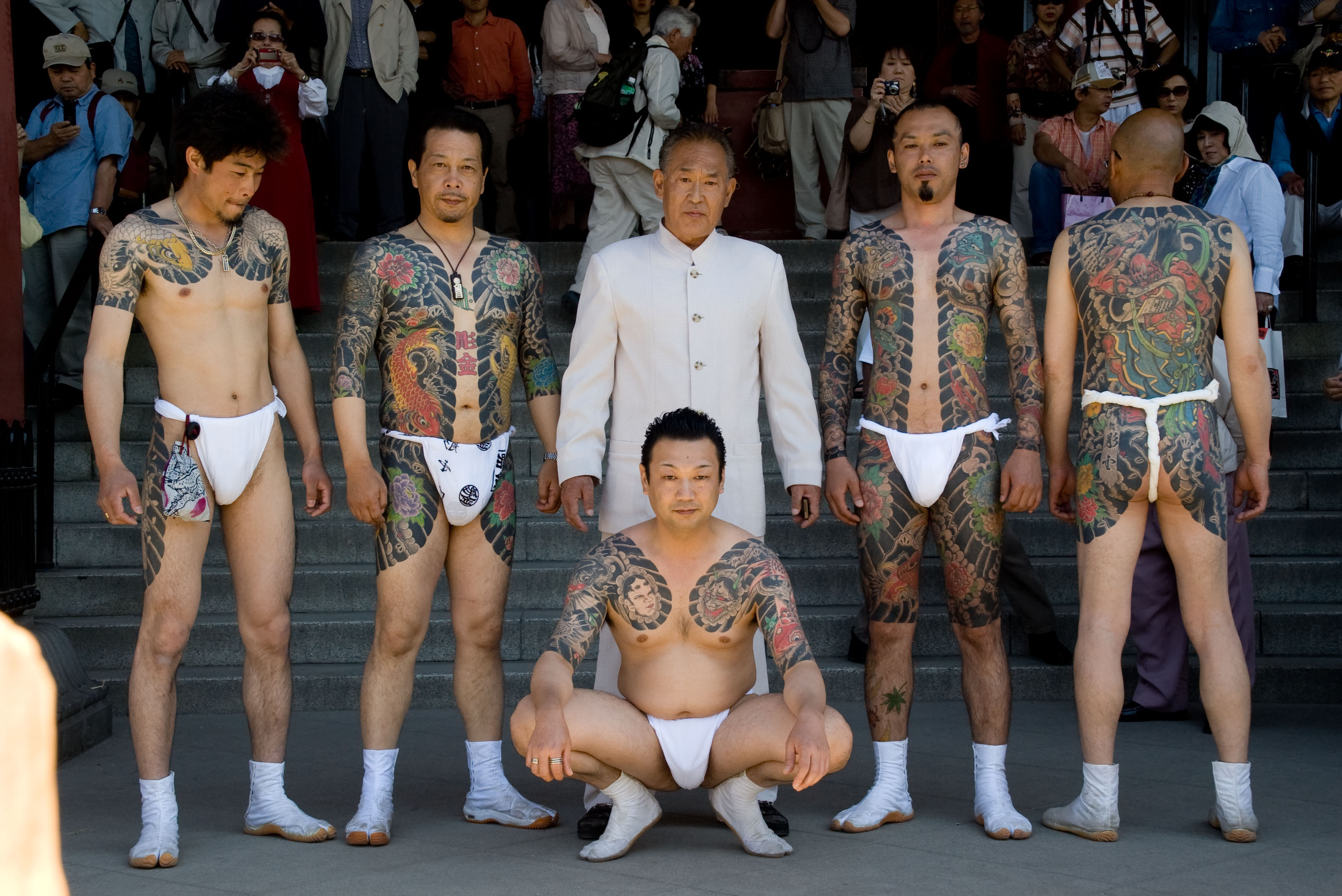
Członkowie yakuzy z charakterystycznymi tatuażami w czasie festiwalu Sanja Matsuri, w Sensō-ji, w dzielnicy Asakusa, Tokio

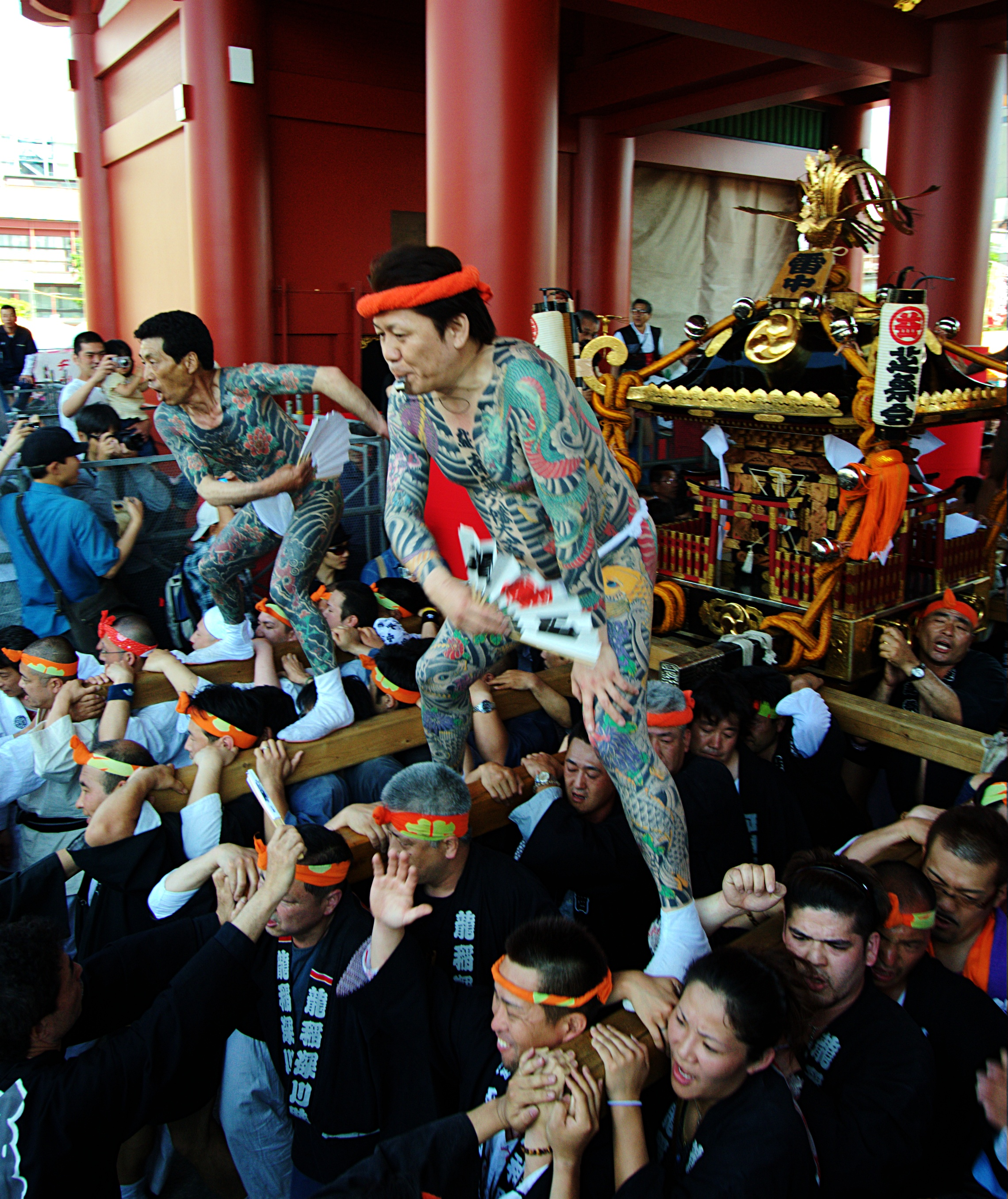
Sanja Matsuri, Asakusa, Tokio

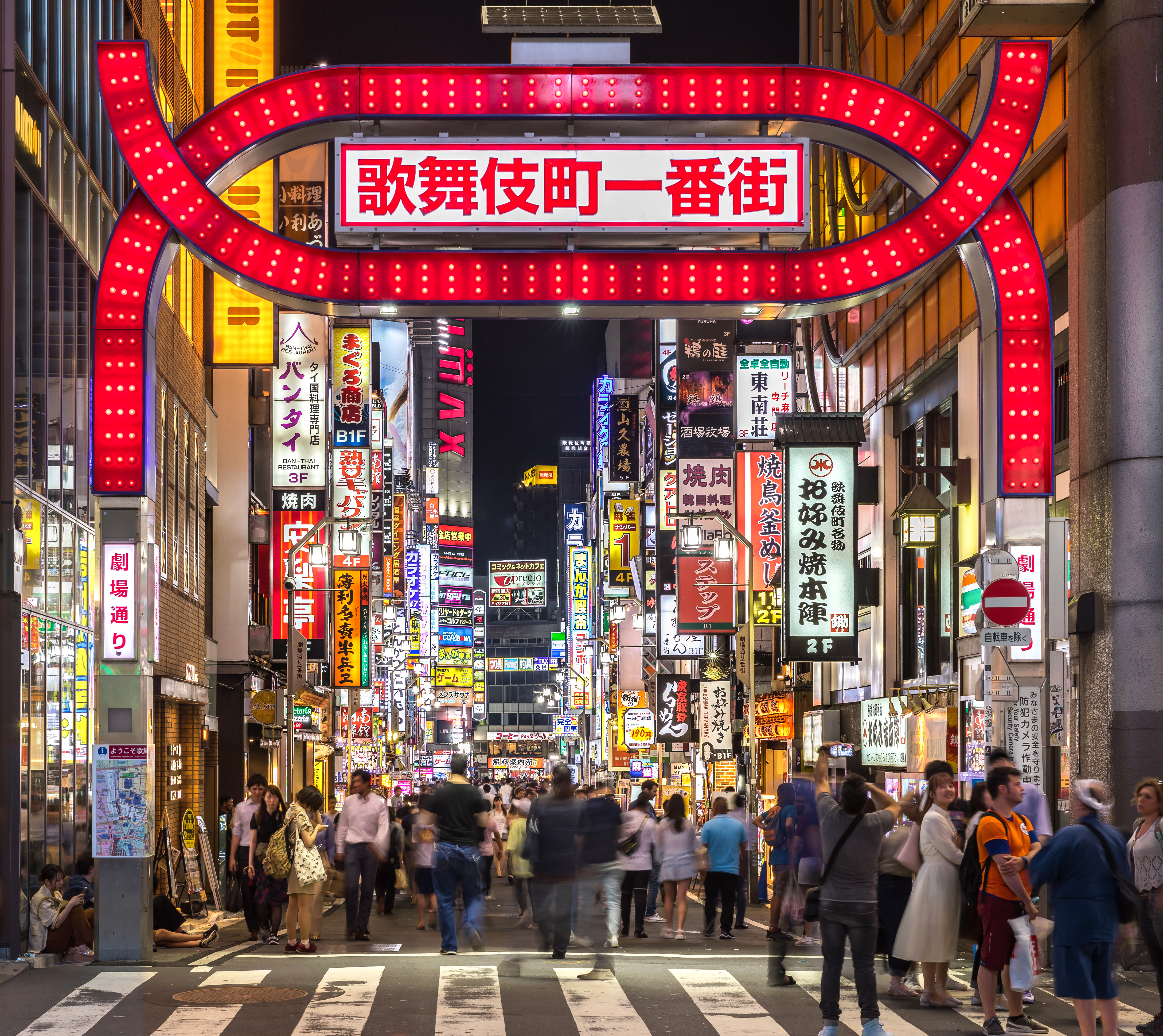
Wejście do regionu rozrywki Kabuki-chō, w tokijskiej dzielnicy Shinjuku

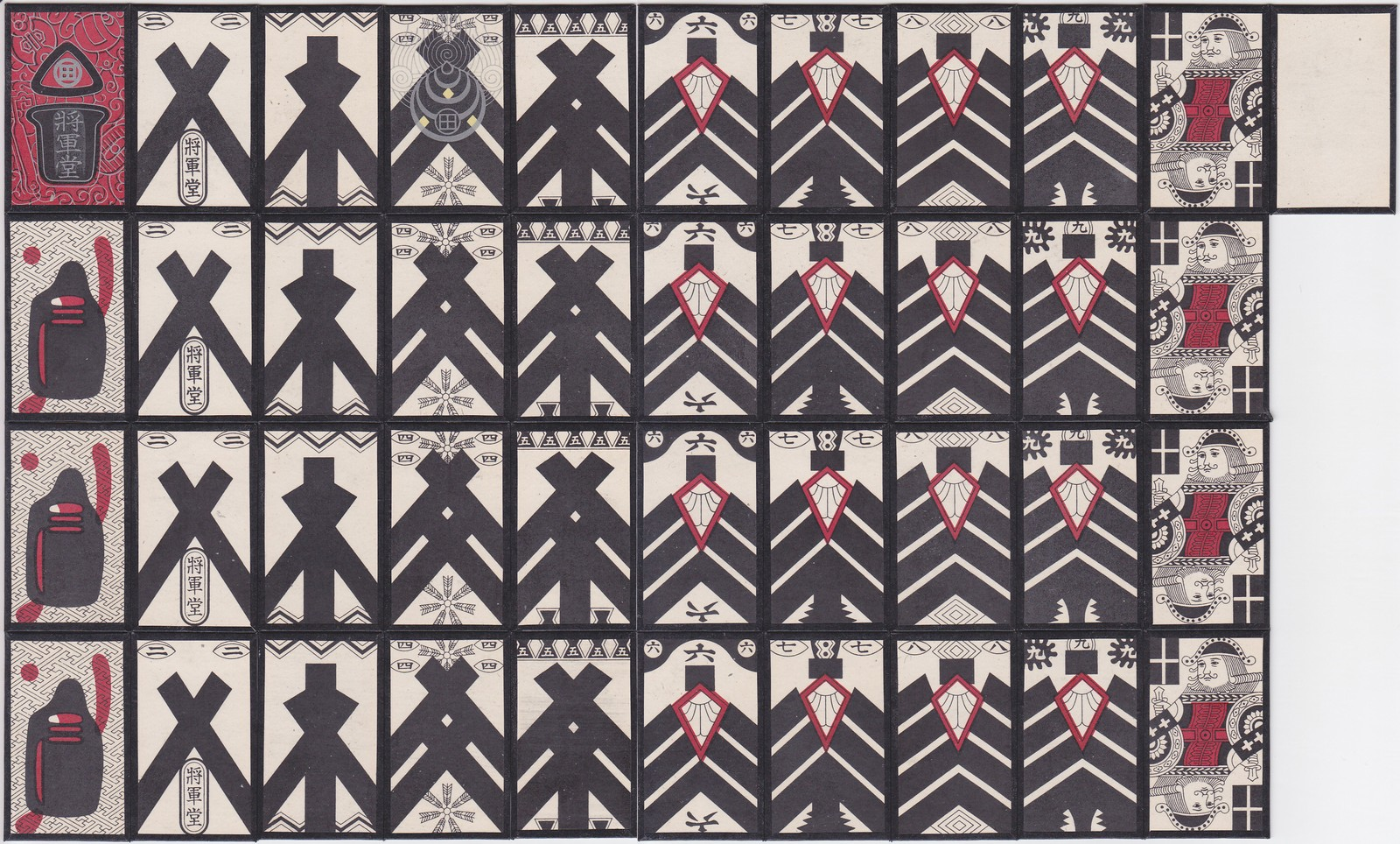
Talia kart kabufuda

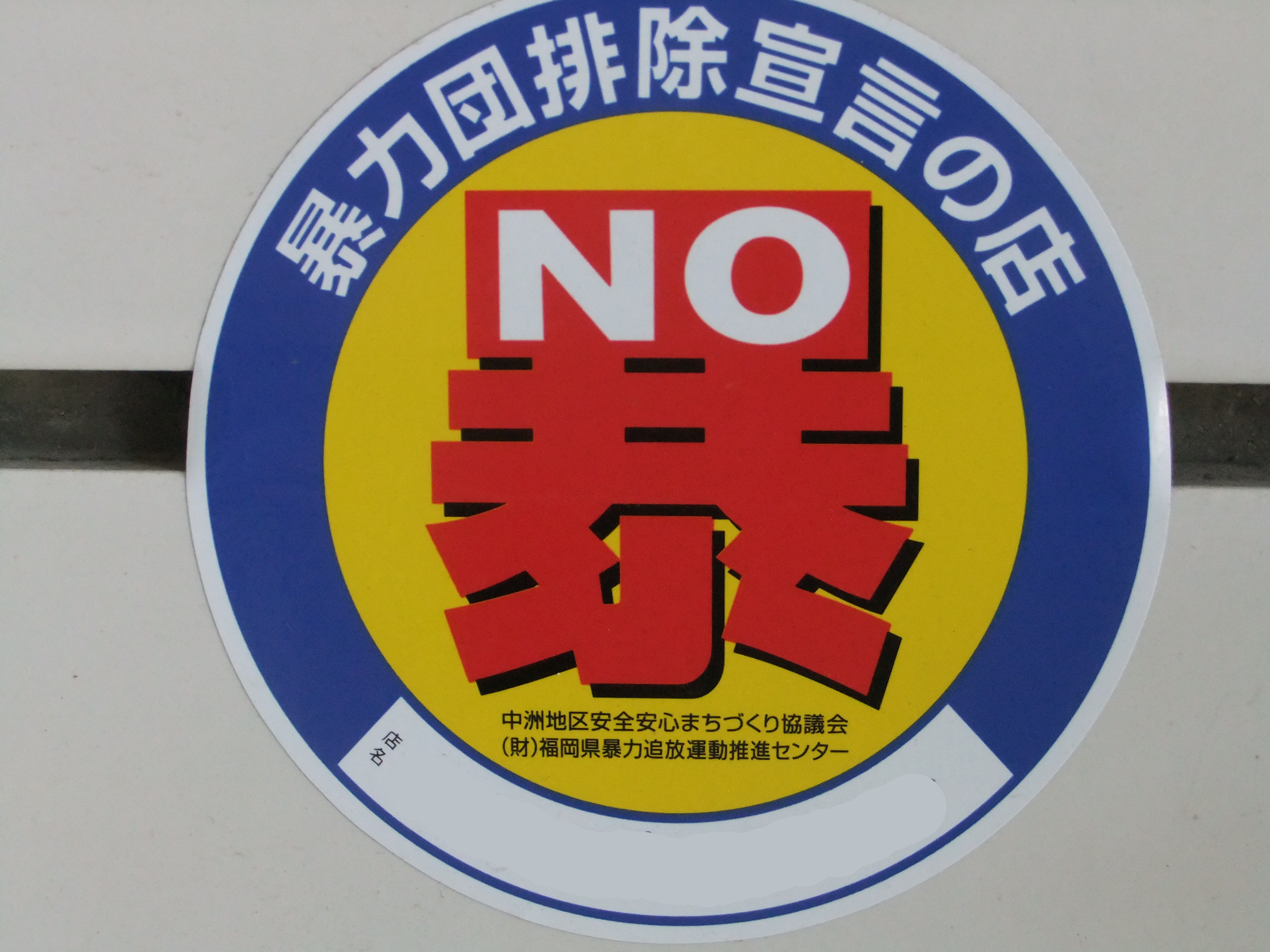
„Yakuza niechciani” – naklejka „Ruchu Anty-Yakuza” w dzielnicy Hakata, Fukuoka, 2013 r.

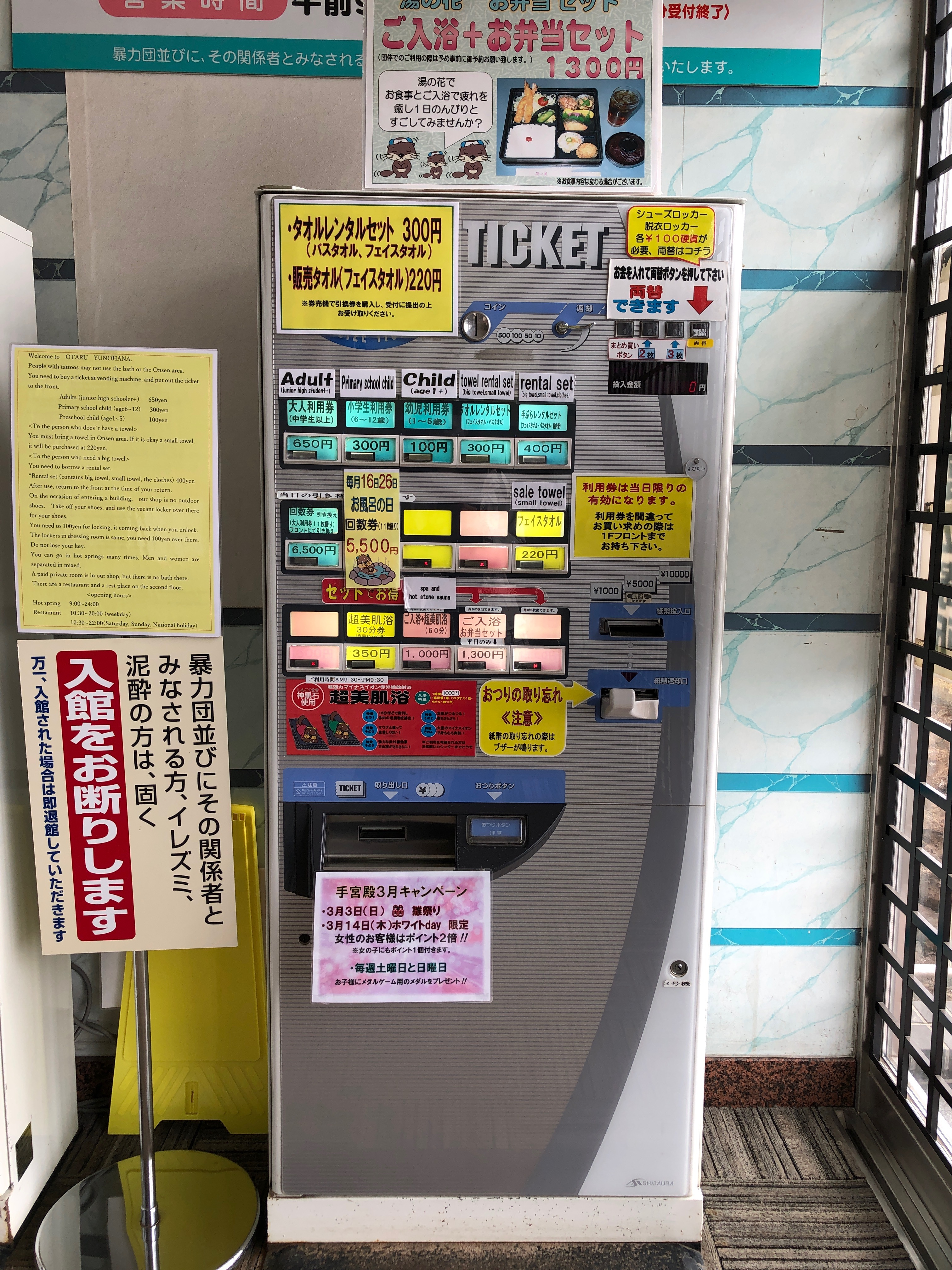
Łaźnia (ofuro) i onsen „Yu-no-hana” w Otaru; po lewej stronie automatu do sprzedaży biletów tablica zakazująca wstępu członkom bōryoku-dan, osobom z nimi związanym, posiadającym tatuaże i pijanym, 2019

Yakuza (jap. やくざ) lub gokudō (jap. 極道, 獄道) – yakuza, gangster, hazardzista, członek tradycyjnych japońskich grup przestępczych.

## Nazwa
Słowo yakuza, podobnie jak gokudō, gokudō-mono, ma kilka znaczeń odnoszących się do złych cech ludzkiego charakteru, określających osobowości ludzi marginesu, przestępców.
Nazwa yakuza w znaczeniu zorganizowanych organizacji gangsterów wywodzi się od tradycyjnej japońskiej gry karcianej oicho-kabu, do której używa się kart kabufuda (40 kart w talii) lub hanafuda (48 kart). Celem gry jest uzyskanie jak największej liczby punktów zbliżonej do dziewięciu, a zwycięzcą rozgrywki jest gracz, który kończy grę z kartami w ręku, których ostatnia cyfra sumy była największa. Najgorsza ręka to ósemka, dziewiątka i trójka – co w wymowie w slangu brzmi ya-ku-za – gdyż w sumie daje dwadzieścia traktowane jako zero, gdyż wartości całkowite powyżej dziewięciu ignorują pierwszą cyfrę.
Termin yakuza nie występuje w dokumentach oficjalnych i tekstach ustawowych. Formalna nazwa tego rodzaju grup przestępczych brzmi: bōryoku-dan, a jego członków bōryoku-dan’in.
Funkcjonują również nazwy jinkyō-dantai i ninkyō-dantai (pol. organizacje postępujące w duchu rycerskości, hojności, pomocy słabym i walki z silnymi). Tak o sobie mówią członkowie gangów.
„Ustawa o przeciwdziałaniu przestępczości zorganizowanej” (暴力団対策法, Bōryoku-dan taisaku-hō) uchwalona w 1991 roku definiuje bōryoku-dan jako „każdą organizację, która może pomóc swoim członkom w zbiorowym i zwykłym popełnianiu nielegalnych aktów przemocy”. Wprowadzenie tej ustawy doprowadziło do rozwiązania 192 organizacji tego rodzaju i zmniejszenia wpływu pozostałych grup. W późniejszych latach ustawa była uzupełniana i poprawiana.
W 1963 roku grupy yakuzy skupiały łącznie 184 100 członków. Stanowiło to najwyższy wskaźnik w historii przestępczości w Japonii. Od tego czasu ich liczba stale spadała, aż do 1987 roku, kiedy znów zaczęła wykazywać tendencję wzrostową. Na koniec 2018 roku liczba członków bōryoku-dan wyniosła około 30 tysięcy, należących do 24 grup przestępczości zorganizowanej. W 2018 roku policja aresztowała 16 881 gangsterów w 28 334 przypadkach..

## Historia
Według narracji własnych yakuzy, ich rodowód wywodzi się od działających w XVII wieku grup obronnych machi-yakko, które chroniły mieszkańców przed gangami nieuczciwych samurajów. Tego rodzaju interpretacja ma przedstawiać yakuzę jako niezbędną i dobroczynną siłę w tradycyjnym społeczeństwie japońskim. Pozwala to także policji na traktowanie gangsterów zgodnie z koncepcją tradycyjnej rycerskości i szlachetności, a co za tym idzie na stosowanie specyficznej taktyki tolerancji społecznej wobec nich. Przykładem takiej postawy była na przykład pomoc gangów dla ludności dotkniętej trzęsieniami ziemi w Kobe w 1995 roku i w regionie Tōhoku w 2011 roku.
W rzeczywistości yakuza wyłoniła się w XVIII wieku z dwóch grup społecznych: tekiya i bakuto (wielu z nich pochodziło i pochodzi nadal z klasy burakumin, wyrzutków, „nie-ludzi”, zajmujących się zawodami „nieczystymi”, jak np. chowanie zmarłych, obróbka i farbowanie skór), klasyfikowanych poza i poniżej czterech grup feudalnej struktury społecznej).
Tekiya (także yashi) byli kramarzami, wędrownymi handlarzami sprzedającymi towary niskiej jakości na festiwalach i targach. Z biegiem czasu organizowali się w zwarte, zhierarchizowane grupy, wzmacniane przez uciekinierów z wyższych klas, podejmujące typowe działania zorganizowanej przestępczości, jak np. wymuszanie opłat za ochronę, czy przydział straganów podczas festiwali i świąt religijnych.
Bakuto natomiast byli zawodowymi graczami, nielegalnymi hazardzistami, działającymi w miejskich gospodach, spelunkach, przydrożnych zajazdach, karczmach stacji pocztowych, zwłaszcza położonych przy głównych drogach. W rzeczywistości byli rekrutowani przez urzędników siogunatu w celu odzyskiwania pieniędzy wypłacanych robotnikom zatrudnianym przy pracach budowlanych czy irygacyjnych. Takie praktyki wytworzyły ukryte, związane tajemnicą i zyskami powiązania, które w późniejszych latach doprowadziły bakuto (także bakuchi-uchi) do organizowania się w zdyscyplinowane grupy o różnym charakterze przestępczym, działające w całej Japonii. To od nich pochodzi wiele tradycji, jak: odcinanie palców (yubitsume), tatuowanie (irezumi) i ścisłe przestrzeganie tajemnicy. Byli oni także wykorzystywani przez feudałów i siogunat Tokugawów w okresie wojny domowej okresu Meiji.
Współcześnie do syndykatów należą: ludzie z różnych powodów wykluczeni ze społeczeństwa, z czego około 60% pochodzi z burakumin, potomków feudalnej klasy wyklętych, około 30% to Koreańczycy urodzeni w Japonii i tylko 10% to Japończycy spoza burakumin i Chińczycy.

## Zakres działania
Tradycyjne domeny działania to: wymuszenia lichwiarskie i za „ochronę”, hazard, handel narkotykami, przemoc, groźby i przekupstwa przy wyścigach motocyklowych, konnych, kontrola życia nocnego – kluby, bary, kabarety, prostytucja.
Zauważalna jest jednak tendencja do rozszerzania aktywności w sferze gospodarki i biznesu (np. poprzez tworzenie firm fasadowych). Zajmują się one interesami budowlanymi, operacjami finansowymi, handlem gruntami i usługami. Działalności tej towarzyszą poważne przestępstwa: wymuszenia, fałszerstwa, oszustwa, przemyt i handel bronią. Międzynarodowa działalność yakuzy jest w zasadzie ograniczona do japońskich obywateli i przedsiębiorstw. Największym gangiem w Japonii jest Yamaguchi-gumi, a drugim Sumiyoshi-kai.

## Największe grupy
Wybrane największe gangi (wg National Police Agency):
| Nazwa grupy                             | Daimon | Siedziba głównego biura    | Liczba członków |
| --------------------------------------- | ------ | -------------------------- | --------------- |
| Rokudaime (6. pokolenie) Yamaguchi-gumi |        | Kōbe, prefektura Hyōgo     | 4 400           |
| Sumiyoshi-kai                           |        | Akasaka, Minato-ku, Tokio  | 2 800           |
| Inagawa-kai                             |        | Roppongi, Minato-ku, Tokio | 2 200           |
| Kōbe Yamaguchi-gumi                     |        | Hyōgo                      | 1 700           |
| Kyokutō-kai                             |        | Toshima-ku, Tokio          | 520             |
| Dōjin-kai                               |        | Kurume, Fukuoka            | 480             |

W ostatnich latach działania policji znacznie ograniczyły wpływy finansowe zorganizowanych gangów przestępczych i doprowadziły do spadku liczby gangsterów. Według National Police Agency, liczba członków bōryoku-dan spadła o 2300 od 2018 roku do rekordowo niskiego poziomu 28 200 (w tym: 14 400 „pełnych” i 13 800 członków „stowarzyszonych”) na koniec 2019 roku. Obie liczby są najniższe od czasów, gdy po raz pierwszy wprowadzono zapisy w 1958 roku.

## Yakuza w sieci
W 2014 roku największy w Japonii syndykat przestępczości zorganizowanej, Yamaguchi-gumi, uruchomił własną stronę internetową wraz z piosenką korporacyjną i hasłem antynarkotykowym. Ma to pomóc w poprawie wizerunku yakuzy i zapobiec spadkowi liczby członków, która uległa zmniejszeniu w następstwie działań policji. Witryna ma na celu przekonanie ludzi, że yakuza nie jest „siłą antyspołeczną”. Znajdują się tam m.in. zdjęcia i opisy członków odwiedzających świątynie, czy udzielających pomocy poszkodowanym w czasie klęsk żywiołowych. Rok wcześniej gang rozpoczął publikowanie czasopisma dla swoich członków, które zawiera: stronę poezji, dzienniki wędkarskie starszych gangsterów i wiadomości od szefa.

## Wyrok
W dniu 24 sierpnia 2021 roku Sąd Okręgowy w Fukuoce skazał na śmierć Satoru Nomurę (74 lata) szefa gangu Kudō-kai z siedzibą w Kitakyūshū w prefekturze Fukuoka. Został skazany za udział w czterech brutalnych przestępstwach (popełnionych w minionych latach), w tym jednego morderstwa. Wyrok dożywocia otrzymał jego zastępca Fumio Tanoue (65).
Sąd stwierdził w orzeczeniu, że: „Nomura wydał rozkaz w sprawie o morderstwo, a pozostałe trzy przestępstwa zostały popełnione w ramach struktury dowodzenia łańcuchem pod przywództwem Nomury”. Nie było bowiem wyraźnych, bezpośrednich dowodów, które łączyłyby obu przywódców z tymi czterema sprawami, podczas gdy ci, którzy faktycznie popełnili zbrodnie, zostali już skazani.
Po raz pierwszy prokuratorzy domagali się kary śmierci dla szefa gangu na podstawie ustawy o zapobieganiu bezprawnym działaniom członków zorganizowanych grup przestępczych. Oczekuje się, że decyzja sądu uwzględniająca żądanie prokuratury wpłynie na przyszłe dochodzenia w sprawie tych grup.

## Yakuza w kulturze
Gangi są prezentowane na wiele różnych sposobów, głównie w jednym z dwóch archetypów: szanowanych biznesmenów, obywateli i jako przestępcy, którzy działają poprzez zastraszanie i przemoc. Powstał gatunek yakuza eiga jako odmiana filmu gangsterskiego, pełnego brutalności i zwulgaryzowanego seksu. Tematyka ta jest prezentowana także w serialach telewizyjnych, komiksach i grach komputerowych.